# Do You Dream?
Do You Dream? – czwarty studyjny album niemieckiego DJ-a Marcusa Schulza. Został wydany 15 czerwca 2010 przez wytwórnię płytową Armada Music. Pierwszym utworem promującym album jest tytułowy Do You Dream. Jak podkreśla artysta, praca nad albumem trwała ponad 18 miesięcy.

## Lista utworów
1. „Alpha State”
2. „Away” (feat. Sir Adrian)
3. „Rain”
4. „Dark Heart Waiting” (feat. Khaz)
5. „Not The Same” (feat, Jennifer Rene)
6. „Do You Dream?” (Uplifting Vocal Mix)
7. „Last Man Standing” (feat. Khaz)
8. „Surreal” (feat. Ana Criado)
9. „Unsaid” (feat. Susana)
10. „Lifted” (feat. Angelique Bergere)
11. „Perception” (feat. Justine Suissa)
12. „The New World”
13. „Lightwave” (feat. Angelique Bergere)
14. „65.4 Hz”
15. „What Could Have Been”
16. „Goodbye” (with Max Graham, feat. Jessica Riddle)